# Sicherungs-Brigade 201
De Sicherungs-Brigade 201 was een Duitse infanteriebrigade in de Heer tijdens de Tweede Wereldoorlog van de Heeresgruppe Mitte  (Legergroep Midden).

## Geschiedenis brigade
Op 5 februari 1942 werd de brigade in Wit-Rusland opgesteld uit de Ersatz-Brigade 201.

### Ersatz-Brigade 201
Midden 1941 werd de Ersatz-Brigade 201  (ook Brigade 201) in Fulda in Wehrkreis IX  (9e militair district) als onderdeel van 16. Aufstellungswelle (vrije vertaling: 16e opstellingsgolf) opgesteld. Het werd als bezettingsmacht toegewezen aan het Generaal-gouvernement en was gestationeerd in Krakau. Eind 1941 werden drie marsbataljons uit de brigade gelicht voor de Heeresgruppe Nord  (Legergroep Noord). De staf werd onder bevel gesteld van de Heeresgruppe Mitte  (Legergroep Midden). En naar Rusland gestuurd, en in het achterhoede gelegen legergebied gestationeerd, met het hoofdkwartier in Wit-Rusland.

### Sicherungs-Brigade 201
In februari 1942 tijdens de opstelling als Sicherungs-Brigade 201 in Wit-Rusland, werd een grote (gecombineerde) troepenmacht van verschillende Landesschützen-bataljons toegewezen. Op 1 juni 1942 werd de staf van de brigade uitgebreid tot divisiesterkte en hernoemd in de 201. Sicherungs-Division  (201e Beveiligingsdivisie).

## Commandanten
| Rang         | Naam             | Begin           | Eind        | Opmerking |
| ------------ | ---------------- | --------------- | ----------- | --------- |
| Generalmajor | Ernst Schellmann | 5 februari 1942 | April 1942  |           |
| Generalmajor | Eugen Demoll     | April 1942      | 20 mei 1942 |           |
| Generalmajor | Alfred Jacobi    | 20 mei 1942     | 1 juni 1942 |           |

## Samenstelling[6][4]
- Infanterie-Ersatz-Regiment 601 met 2 bataljons uit Wehrkreis VI

- Infanterie-Ersatz-Regiment 609 met 2 bataljons ook uit Wehrkreis IX en Wehrkreis X
- Infanterie-Ersatz-Regiment 611 met 2 bataljons uit Wehrkreis XIII

### Voor de 201e Beveiligingsbrigade
- Sicherungs-Regiment 601 (uit het Infanterie-Ersatz-Regiment 601 opgebouwd)
- Sicherungs-Bataillon 965
- Sicherungs-Bataillon 966
- Landesschützen-Bataillon 663

### Vanaf maart 1942
- Sicherungs-Regiment 601
  - Sicherungs-Bataillon 965
  - Sicherungs-Bataillon 966
  - Landesschützen-Bataillon 824 (later Sicherungs-Bataillon 824)
  - Landesschützen-Bataillon 909 (later Sicherungs-Bataillon 909)
  - Landesschützen-Bataillon 790 (later Sicherungs-Bataillon 790)
- Infanterie-Regiment 406 (van de 403e Beveiligingsdivisie)
- Nachschubeinheiten 466 (van de 403e Beveiligingsdivisie)
- Landesschützen-Bataillon 336
- Landesschützen-Bataillon 480
- Landesschützen-Bataillon 481
- Landesschützen-Bataillon 483
- Landesschützen-Bataillon 839
- Landesschützen-Bataillon 989
- Landesschützen-Bataillon 343